# 富山県道208号小竹諏訪川原線
富山県道208号小竹諏訪川原線（とやまけんどう208ごうおだけすわのかわらせん）とは、富山県富山市内を結ぶ都道府県道である。

## 概要
- 始点：富山県富山市呉羽小竹（富山県道321号中沖呉羽線交点）
- 終点：富山県富山市諏訪川原（富山県道44号富山高岡線交点）
  - 神通川東岸(市街地側)ではルートが複雑で案内標識も特になかったが、近年では宝町交差点付近に終点方向への案内標識が設けられ、終点でも両方向に標識が設置されている。
- 主要橋梁：富山北大橋

## 接続する道路
- 富山県道321号中沖呉羽線（富山市呉羽小竹、始点）
- 富山県道207号四方新中茶屋線（富山市北代）
- 富山県道7号富山八尾線（富山市石坂）
- 富山県道56号富山環状線（富山市田刈屋）
- 富山県道44号富山高岡線（富山市諏訪川原、終点）

## 重複区間
- 富山県道7号富山八尾線（富山市石坂 - 田刈屋）

## 別名
- けやき通り（富山市）
- ひまわり通り（富山市）